# メロンの日

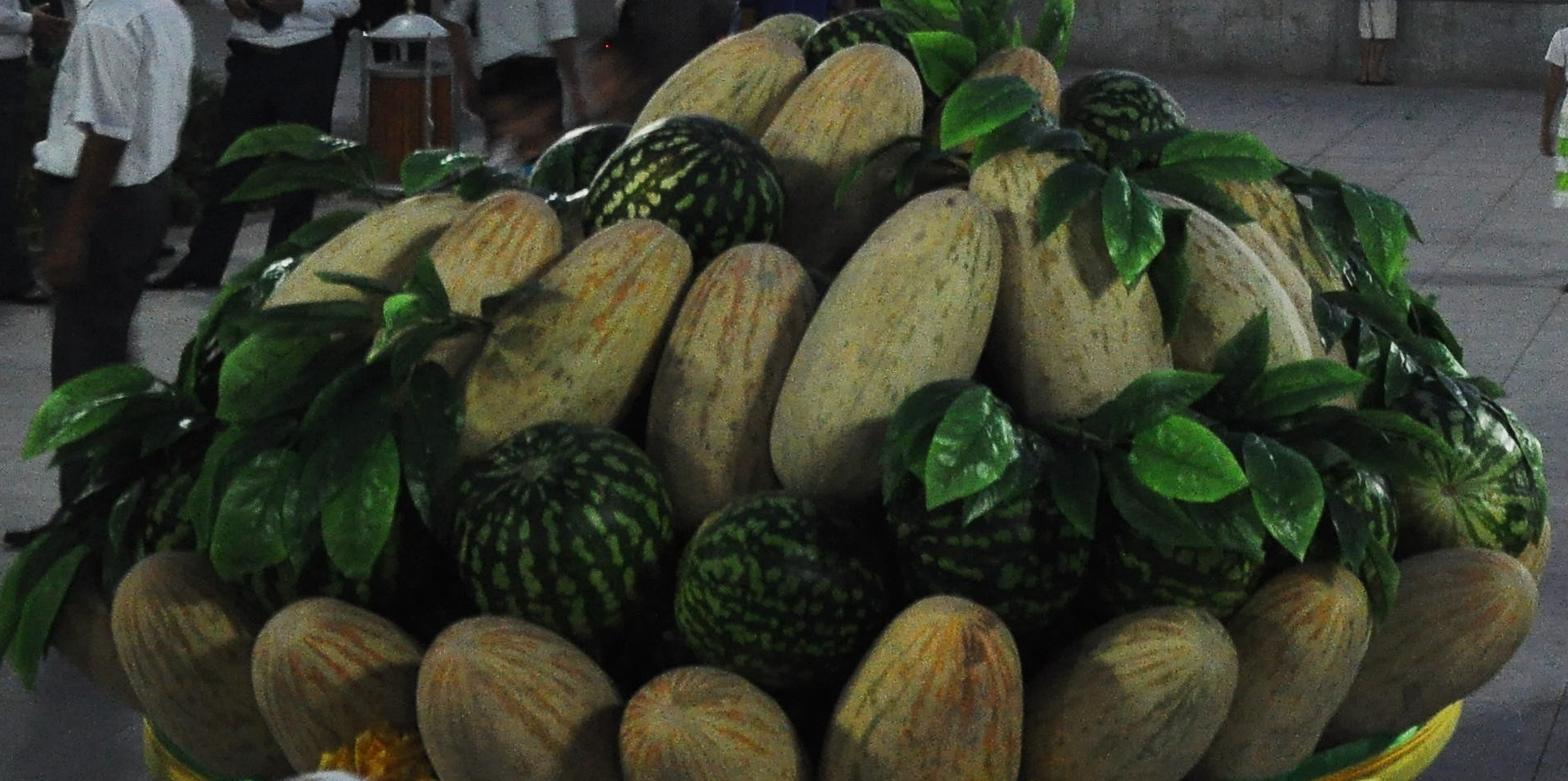
アシガバードのメロンとスイカ

メロンの日（トルクメン語:Gawun baýramy）は、トルクメニスタンの国民の祝日である。

## トルクメニスタン
トルクメニスタンでは数多くの品種のメロンが栽培されており、果実の形も様々なものが存在する。マスクメロンが国の特産品であり、特に近年ではテュルクメンバシュメロン （テュルクメンバシュは＜トルクメン人の長（おさ）＞という意味で、初代大統領であるサパルムラト・ニヤゾフの称号であり敬称）の生産量が多い。
テュルクメンバシュメロンは香り、味、その大きさから世界でも高く評価されている。
『メロンの日』は、1994年にトルクメニスタン大統領であったサパルムラト・ニヤゾフ（世界各国の歴史上の独裁者の一人として知られる）により制定された。
この記念日は8月の第2日曜日に設定されている。
当日には、首都アシガバートでメロンを含む様々な種類の果物が販売され、取り扱われる品の試食イベントやメインとなるメロンに関する様々なコンテストが開催される他に、ダンスや音楽などのイベントも行われている。

2004年に農家の人々に対する講演の中で、ニヤゾフ大統領は以下のように述べた。「全知全能なる神はトルクメニスタンの土壌を至高の味わいの果物が豊富に取れる豊かな土壌へと変えてくださった。それらの1つがトルクメニスタンのメロンである。楽園の果物を連想させる独特の味わいを持ち、農家の弛みない努力の結果得られる果物である。」
新聞取材の中で、ニヤゾフは次のように述べている。「トルクメニスタンのメロンは国の誇りをかけた特産品である。その味わいは世界に比類なく、その香りはあなたを虜にするだろう。」
この『メロンの日』はトルクメニスタンに24ある祝日の1つである。なお、他の祝日としては　『「水の滴、金の粒」の日』 『 再生、統一、マフトゥムグルの詩の日』 『良き隣人の日』 『トルクメニスタン競走馬の日』 『トルクメン絨毯の日』 などがある。

## 日本
日本では、5月5日（こどもの日）を「メロンの日」と設定してメロンの販売促進を行なっている。
また、北海道地方から九州地方の19産地の市町長やJA関係者らにより開催されるビジネスサミットの1つである「全国メロンサミット」では実行委員会が
第2回（茨城県鉾田市で2016年に開催）に於いて、メロン人気の復活を期待する目的から毎月6日を「メロンの日」と定めており、
その理由として数字の6がメロンの形に似ていることを挙げている。なお、この記念日の決定の際、産地によって旬の時期が異なることを受け、
県内産地の多くは6月6日と定められている。